# Asbjørn Ruud
Asbjørn Ruud, född 6 oktober 1919 i Kongsberg, död 26 mars 1989 i Oslo, var en norsk backhoppare och alpinist. Han tävlade för Kongsberg IF. 

## Karriär
Asbjørn Ruud var son till Sigurd Theodor Ruud och Mathilde Throndsen och var liksom sina bröder Birger och Sigmund en känd backhoppare och alpinist. 
Asbjørn Ruud tog guld i stora backen (Salpausselän hyppyrimäet K90) under VM i Lahtis i Finland 1938. Han vann en mycket jämn tävling endast 0,3 poäng före Stanisław Marusarz från Polen och 1,4 poäng före landsmannen Hilmar Myhra.
Han blev norsk mästare 1946 och 1948. 1946 vann han Holmenkollrennet. 
Ruud deltog i olympiska spelen 1948 i Sankt Moritz i Schweiz. Norge vann en trippelseger i Olympiaschanze (K68). Petter Hugsted vann guldet före Birger Ruud och Thorleif Schjelderup. Asbjørn Ruud blev nummer sju i tävlingen, 9 poäng efter Hugsted och 4,9 poäng från prispallen.

## Utmärkelser
1948 blev Asbjørn Ruud tilldelad Holmenkollenmedaljen, den högsta utmärkelsen i norsk idrott.